# Ammobates handlirschi
Ammobates handlirschi là một loài Hymenoptera trong họ Apidae. Loài này được Friese mô tả khoa học năm 1895.